# Alvimare
Alvimare ist eine französische Gemeinde mit 595 Einwohnern (Stand: 1. Januar 2022) im Département Seine-Maritime in der Region Normandie (vor 2016 Haute-Normandie). Sie Teil des Kantons Saint-Valery-en-Caux (bis 2015 Fauville-en-Caux). 
Die Einwohner werden Alvimarais genannt.

## Geographie
Alvimare liegt etwa 42 Kilometer ostnordöstlich von Le Havre im Pays de Caux.

### Nachbargemeinden
Umgeben ist Alvimare von den Gemeinden Cléville im Norden, Écretteville-lès-Baons im Nordosten, Allouville-Bellefosse im Süden und Osten, Trouville im Westen und Südwesten sowie Foucart im Westen und Nordwesten.

## Bevölkerung
| Bevölkerungsentwicklung | Bevölkerungsentwicklung | Bevölkerungsentwicklung | Bevölkerungsentwicklung | Bevölkerungsentwicklung | Bevölkerungsentwicklung | Bevölkerungsentwicklung | Bevölkerungsentwicklung | Bevölkerungsentwicklung |
| ----------------------- | ----------------------- | ----------------------- | ----------------------- | ----------------------- | ----------------------- | ----------------------- | ----------------------- | ----------------------- |
| Jahr                    | 1962                    | 1968                    | 1975                    | 1982                    | 1990                    | 1999                    | 2006                    | 2013                    |
| Einwohner               | 356                     | 330                     | 294                     | 360                     | 486                     | 462                     | 497                     | 615                     |

## Sehenswürdigkeiten

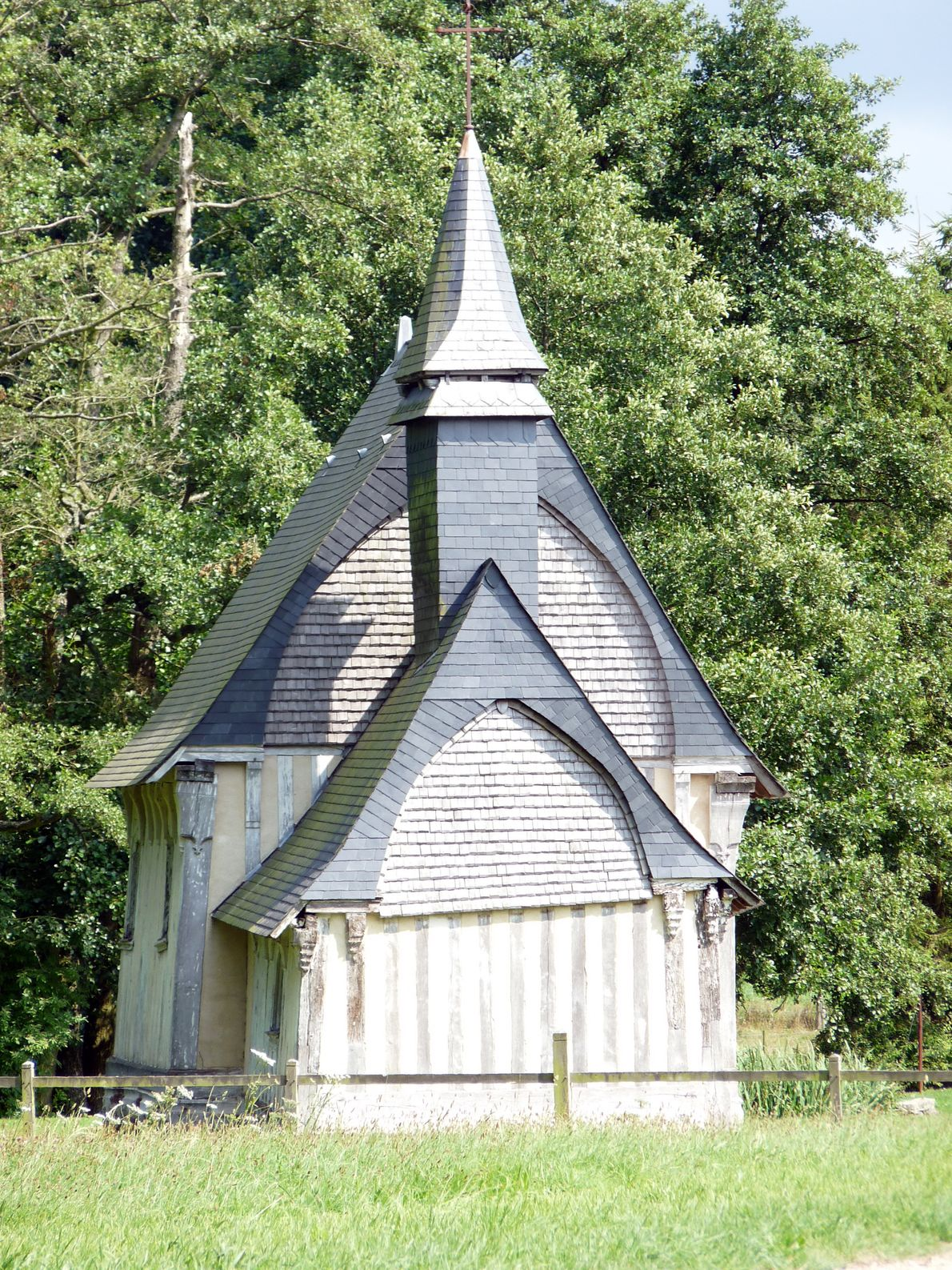
Kapelle Sainte-Anne

- Kirche Notre-Dame aus dem Jahre 1860
- Holzkapelle Sainte-Anne in Les Blanques, 1518 gebaut, Monument historique
- Herrenhaus aus dem 16. Jahrhundert

## Persönlichkeiten
- Alexandre Hébert (1921–2010), Gewerkschafter und Politiker